# مارسل مارسو
مارسل مارسو (به فرانسوی: Marcel Marceau) (زادۀ ۲۲ مارس ۱۹۲۳ میلادی – درگذشتۀ ۲۲ سپتامبر ۲۰۰۷ میلادی) بازیگر فرانسوی و از نامدارترین هنرمندان میم و بازیگران معاصر رشتۀ پانتومیم بود.

## زندگی
نام اصلی او مارسل مانگِل است و در شهر استراسبورگ فرانسه در خانواده‌ای یهودی به دنیا آمد. وی پس از تماشای چارلی چاپلین به هنرپیشگی علاقه‌مند شد و در سال ۱۹۴۶ به بعد به تحصیل در تئاتر سارا-برنارد در شهر پاریس مشغول گشت.
وی بعدها در چندین فیلم از جمله باربارلا (ساخته ۱۹۶۸) بازیگری کرد.
او در سال ۲۰۰۱ به عنوان سفیر حسن نیت سازمان ملل متحد برای سالخوردگان انتخاب شد. همچنین شهر نیویورک در تقویم خود، روز ۱۸ مارس را «روز مارسل مارسو» اعلام کرده است.
وی در ۸۴ سالگی در شهر کئور فرانسه درگذشت.
فیلم سینمایی مقاومت در مورد زندگی این هنرمند و تلاش وی در نجات کودکان یتیم یهودی در دوران اشغال فرانسه توسط آلمان نازی ساخته شده است. البته به طور کامل شخصیت وی را به نمایش نکشیده است.